# 米沃什·贝尔纳塔伊蒂斯
米沃什·贝尔纳塔伊蒂斯（波蘭語：Miłosz Bernatajtys，1982年5月30日—），波兰男子赛艇运动员。他曾代表波兰参加2008年和2012年夏季奥林匹克运动会赛艇比赛，其中2008年奥运会获得一枚银牌。